# Rohania megalophthalma
Rohania megalophthalma is een kever uit de familie bladkevers (Chrysomelidae). De wetenschappelijke naam van de soort werd in 1921 gepubliceerd door Laboissiere.